# Uliks (roman)
Uliks (енгл. Ulysses) je modernistički roman irskog pisca Džejmsa Džojsa. Prvi put je objavljen u nastavcima u američkom žurnalu, Little Review (Mali Pregled), od marta 1918. do decembra 1920. godine, a potom ga je 2. februara 1922. godine, na Džojsov četrdeseti rođendan, celog objavila Silvija Bič u Parizu. Smatran je jednim od najvažnijih dela modernističke književnosti. Diklen Kiberd je rekao da pre Džojsa nijedan pisac fikcije nije tako osmislio proces razmišljanja. Ime Uliks izvedeno je od latinskog imena Odisej, heroja Homerove epske poeme Odiseja. Roman uspostavlja niz paralela između poeme i romana, sa strukturalnom vezom između likova i iskustava Leopolda Bluma i Odiseja, Moli Blum i Penelope, Stivena Dedalusa i Telemaha. Roman je veoma aluzivan i istovremeno sadrži stilove različitih epoha engleske književnosti. Od objavljivanja, knjiga je izazvala mnoge polemike i kontraverzne situacije, počevši od suđenja zbog opscenog sadržaja. Godine 1921. u Americi je došlo do sudskog gonjenja zbog opscenosti u romanu, a u narednim decenijama su usledile kritičke rasprave. Zbog toka svesti, pažljive strukture, bogate karakterizacije, obilnog humora, igre reči, parodija i aluzija, ovaj roman se smatra jednim od najvećih dela u književnosti. Širom sveta, Džojsovi obožavaoci danas slave 16. jun kao Blumsdej.

## Pozadina
Džojs se prvi put susreo sa likom Odiseja/Uliksa u Uliksovima avanturama koje je napisao Čarls Lemb kao adaptaciju Homerovog dela. Ovo ime je inspirisalo Džojsa da u školi napiše esej o liku pod nazivom Moj omiljeni heroj. Džojs je smatrao Uliksa jednim sveobuhvatnim likom u književnosti. Razmišljao je o tome da nazove svoju zbirku priča Dablinci (1914) imenom Uliks u Dablinu, i ova ideja je postojala sve dok nije napisan ogroman roman pod nazivom Uliks 1914.

## Lokacije
1. Kuća Leopolda Bluma u Ekls ulici broj 7[9] – epizoda 4 (Kalipso), epizoda 17 (Itaka) i epizoda 18 (Penelopa)
2. Pošta, Vestlend Rou, epizoda 5 (Lotofazi)
3. Svenijeva farmacija, ulica Lombard, Linkoln plejs[10] (gde je Blum kupio sapun). Epizoda 5 (Lotofazi)
4. Frimens žurnal, ulica Princa[11] koja izlazi na ulicu O’Konel, epizoda 7 (Eol), ne tako daleko od prodavnice slatkiša Grahama Lemona, Donja O’Konelova ulica 49, gde počinje epizoda 8 (Lestrigonci)
5. Dejvi Birnanov pab – epizoda 8 (Lestrigonci)
6. Nacionalna bilblioteka Irske – epizoda 9 (Scila i Haribda)
7. Hotel Ormond – obala reke Lifi, epizoda 11 (Sirene)
8. Pab Barnija Kirnana – epizoda 12 (Kiklop)
9. Porodilište – epizoda 14 (Volovi sunca)
10. Bordel Bele Koen – epizoda 15 (Kirka)
11. Kabina za vozače, most Bat, epizoda 16 (Eumej)

Radnja romana se odvija u Dablinskom zalivu, koji počinje u Sandikovu na jugu grada i završava se u Haut Hedu na severu.

## Struktura
Uliks je podeljen na 3 knjige i 18 epizoda, sadrži približno oko 265 hiljada reči. Epizode nemaju naslove poglavlja, već su samo numerisane u Gablerovom izdanju. U drugim izdanjima pauze između epizoda su predstavljene na različite načine. Na prvi pogled, veći deo knjige izgleda neuređeno i haotično; Džojs je jednom rekao da je stavio u roman puno misterija i zagonetki, tako da će profesori nastaviti vekovima da raspravljaju o tome šta je on mislio, i da je na taj način stvorio besmrtni roman. Dve šeme koje su Stjuart Gilbert i Herbert Gorman objavili nakod izdavanja romana pomogle su u odbrani Džojsa za optužbe nemorala i učinile su da veze sa Odisejem budu jasnije, a takođe i objašnjavaju unutrašnju strukturu dela.

### Džojs i Homer
Džojs je podelio Uliksa na 18 epizoda, koje približno odgovaraju epizodama u Homerovoj Odiseji. Homerova Odiseja je podeljena na 24 poglavlja. Stručnjaci smatraju da svaka epizoda Uliksa ima temu, tehniku i podudaranje između svojih likova i onih iz Odiseje. Tekst objavljenog romana ne sadrži naslove epizoda koje se koriste u nastavku niti sličnosti koje potiču iz Linatijevih i Gilbertovih šema. Dok se radnja Džojsovog romana odvija tokom jednog običnog dana na početku 20. veka u Dablinu, u Irskoj, Homerovom epskom junaku Trojanskog rata Odiseju je trebalo 10 godina da se vrati kući iz Troje na ostrvo Itaka. Homerov ep sadrži žestoke oluje, brodolome, divove, čudovišta, bogove i boginje, i na taj način se potpuno razlikuje od Džojsovog lika Leopolda Bluma koji je bio jevrejski akviziter. Blum se poistovećuje sa Odisejem, Stiven Dedalus sa Telemahom, a Blumova supruga Moli sa Penelopom koja je 20 godina čekala Odiseja.

## Radnja

### PRVI DEO – TELEMAH

#### Epizoda 1: Telemah
Osam sati je ujutru, student medicine Bak Maligen poziva Stivena Dedalusa (mladog pisca koji je predstavljen kao glavni junak romana Portret umetnika u mladosti) na krov Sendikov Martelo kule gde obojica žive. Odnos između Stivena i Maligena je napet zbog Maligenove neumesne opaske na račun Stivenove nedavno preminule majke, Mej Dedalus, i zbog činjenice da je Dedalus pozvao studenta iz Engleske, Hejnsa, da stanuje sa njima. Njih trojica doručkuju i šetaju obalom, gde Maligen zahteva od Stivena ključ od sobe i pozajmicu. Dok odlazi, Stiven izjavljuje da se uveče neće vraćati u kulu.

#### Epizoda 2: Nestor
Stiven na času istorije predaje o pobedama kralja Pira od Epira. Posle časa zadržava jednog od učenika, Sirila Sardženta, kako bi mu pokazao kako da izvede aritmetičke vežbe. Stiven gleda u Sardžentovo ružno lice i pokušava da zamisli ljubav Sardžentove majke prema njemu. Potom posećuje školskog direktora Gereta Disija, od kojeg dobija platu i pismo koje treba da odnese u štampariju. Raspravljaju o istoriji Irske i ulozi Jevreja u ekonomiji. Dok Stiven odlazi, Disi mu dobacuje kako Irska nikad nije prognala Jevreje jer ih nikada nisu ni pustili u državu. Ova epizoda je izvor nekih najpoznatijih replika iz romana, kao što je Dedalusova tvrdnja da je istorija noćna mora iz koje pokušava da se probudi i da je Bog krik na ulici.

#### Epizoda 3: Protej
Stiven se šeta po Sendimaunt plaži i tu provodi vreme razmišljajući o filozofiji, svojoj porodici, studentskom životu u Parizu i o smrti majke. Stiven razmišlja dok leži među stenama i gleda u par sa psom, potom piše nekoliko ideja za poeziju, a zatim čačka nos, i urinira iza stene. Ovo poglavlje karakteriše tok narativnog stila svesti koji žustro menja fokus. Stivenovo obrazovanje se ogleda u mnogim nejasnim referencama i stranim frazama koje su dale reputaciju ovoj epizodi kao jednoj od najtežih poglavlja knjige.

### DRUGI DEO – ODISEJ

#### Epizoda 4: Kalipso
Pripovedanje se iznenada menja. Ponovo je 8 sati ujutru, ali se radnja proširila na grad i drugog protagonistu knjige, Leopolda Bluma, jevrejskog akvizitora. Epizoda počinje poznatom rečenicom o tome kako je gospodin Blum sa zadovoljstvom pojeo iznutrice životinja i živine. Nakon početne pripreme doručka, odlučuje da ode do mesare da kupi svinjski bubreg. Nakon povratka kući, završava pripremu doručka, a zatim ga uz poštu nosi svojoj supruzi Moli u krevet. Jedno od pisama je od njenog koncertnog menadžera, Blejzisa Bojlana, sa kojim Moli ima vanbračnu vezu. Bluma muči sama pomisao na to da je svestan toga da će Moli kasnije istog dana sa zadovoljstvom primiti Bojlana u svoj krevet. Čita pismo od njihove ćerke Mili Blum, koja mu saopštava da napreduje u poslu sa fotografisanjem u Mulingaru. Ova epizoda se završava sa Blumovim čitanjem magazina Mačamova majstorija gospodina Filipa Bofoja.

#### Epizoda 5: Lotofazi
Blum odlazi u Vestlend Rou do pošte, gde dobija ljubavno pismo od izvesne Marte Kliford, upućeno njegovom pseudonimu Henriju Flaueru. Nailazi na poznanike i dok ćaskaju, Blum pokušava da odmeri ženu sa čarapama, ali ga u tome sprečava tramvaj koji prolazi. U uličici čita pismo i cepa kovertu. Odlazi neplanirano na liturgiju u katoličkoj crkvi, gde razmišlja o teologiji. Sveštenik na poleđini odore ima ispisana slova I.N.R.I. ili I.H.S, za koje mu je Moli objasnila da označavaju hvaljenje Isusa spasitelja. Odlazi kod apotekara i kupuje sapun od limuna. Zatim susreće još jednog poznanika, Bantama Lajonsa, koji greškom pomišlja da mu Blum nudi ulaznice za trke konja u Akotu. Konačno odlazi do džamije sa kupatilima.

#### Epizoda 6: Had
Epizoda počinje Blumovim odlaskom u pogrebna kola sa troje ljudi, uključujući i Stivenovog oca. Odlaze na sahranu Padija Dignama i usput pomalo ćaskaju. Kola prolaze pored Stivena Dedalusa i Blejzisa Bojlana. Dolazi do rasprave o različitim uzrocima smrti i pokopavanju, dok je Blum previše okupiran mislima o svom pokojnom sinu Rudiju i očevom samoubistvu. Ulaze u kapelu na opelo. Blum tokom sahrane ugleda misterioznog čoveka u kišnom mantilu. Vraća se svom razmišljanju o smrti, ali na kraju epizode odbacuje morbidne misli i prihvata život pun topline.

#### Epizoda 7: Eol
U redakciji Frimens žurnala, Blum pokušava da postavi oglas, ali ne uspeva uprkos urednikovoj podršci. Stiven se pojavljuje sa Dejzijevim pismom o bolesti stopala i usta, ali se njih dvojica ne susreću. Stiven vodi urednika i ostale u pab, gde im usput priča anegdote o dve dablinske kaluđerice. Ova epizoda je podeljena na kratke segmente iz novinskih naslova i karakterišu je brojne retoričke figure i postupci.

#### Epizoda 8: Lestrigonci
Kako se ručak približava, tako se Blumove misli usmeravaju na hranu. Susreće ženu koju je voleo u prošlosti i čuje vest o porođaju Mine Pjurifoj. Ulazi u restoran hotela Burton, gde je zgrožen prizorom muškaraca koji jedu kao životinje. Umesto restorana, odlazi u Dejvi Birnanov pab, gde jede sendvič od gorgonzole, pije času crnog vina i razmišlja o svom nekadašnjem odnosu sa Moli i o tome kako im je brak propadao. Blum razmišlja o tome šta bogovi i boginje piju. Razmatra da li statue Grčkih bogova u Narodnom muzeju imaju anus kao i smrtnici. Izlazi iz paba i upućuje se ka muzeju, ali spazi Bojlana i panično utrčava u galeriju preko puta muzeja.

#### Epizoda 9: Scila i Haribda
U Narodnoj biblioteci Stiven objašnjava različitim naučnicima svoju biografsku teoriju o Šekspirovim delima, posebno o Hamletu, za koju tvrdi da se u velikoj meri zasniva na preljubi Šekspirove supruge. Blum ulazi u Narodnu biblioteku da potraži stari primerak oglasa koji pokušava da objavi. Na kraju epizode, na kratko se susreće sa Stivenom, kojeg jedva i primećuje.

#### Epizoda 10: Lutajuće stene
U ovoj epizodi 19 kratkih vinjeta prikazuju lutanja različitih likova, glavnih i sporednih, kroz ulice Dublina. Ova epizoda se završava knjigom o svečanim povorkama Lorda, poručnika Irske, Vilijama Varda i Erla od Dadlija, kroz ulice u kojima susreće razne likove iz romana.

#### Epizoda 11: Sirene
U ovoj epizodi dominiraju motivi muzike. Dok Blum večera sa Stivenovim ujakom u hotelu, Moli sa ljubavnikom uživa u prevari. Tokom obroka, Blum posmatra zavodljive konobarice i sluša Stivenovog oca kako peva.

#### Epizoda 12: Kiklop
Narator ovog poglavlja je nepoznati stanovnik Dablina. Narator odlazi u bar Barni Kirnana gde se upoznaje sa likom koji se samo naziva „Građanin“. Blum ulazi u pab i Građanin, koji je žustri irski nacionalista i antisemit, ga obara na zemlju. Epizoda se završava tako što Blum podseća Građanina da su njegovi spasitelji bili Jevreji. Dok Blum napušta pab, Građanin baca činiju sa keksom u pravcu Blumove glave ali promašuje. Ovo poglavlje uključuje tokove pravnog žargona, biblijske odlomke i elemente irske mitologije.

#### Epizoda 13: Nausikaja
Celokupna radnja odvija se na stenama Sendimaunta. Mlada žena pod imenom Gerti Makdauel sedi na stenama sa prijateljicama Sisi Kafri i Edi Bordman. Devojke se brinu o bebi i četvorogodišnjim blizancima, Tomiju i Džekiju. Dok noć pada, Gerti razmišlja o ljubavi, braku i ženstvenosti. Blum je iz daljine posmatra, a Gerti ga zadirkuje otkrivajući noge i pokazujući mu donje rublje. A Blum, dok sve to gleda, počinje da masturbira. Blumov seksualni vrhunac je ispraćen vatrometom na obližnjem bazaru. Kako Gerti odlazi, Blum shvata da ona hramlje i veruje da je to razlog zašto je još uvek neudata. Potom odlučuje da poseti Minu Pjurifoj u porodilištu. U epizodi nije određeno koliko preovladavaju Gertine misli, a koliko Blumova seksualna fantazija. Neki veruju da je epizoda podeljena na dve polovine. Prva polovina je Gertin romantični pogled na svet, a druga polovina predstavlja Blumov realniji i iskusniji pogled. Međutim, Džojs je rekao da ničega nije bilo između njih i da je sve samo plod Blumove mašte. Kako je knjiga objavljivana u serijskom obliku, ova epizoda je privukla veliku kritiku. Stil prve polovine epizode je parodija na romantične časopise i novele.

#### Epizoda 14: Volovi sunca
Blum obilazi porodilište u kojem se Mina Pjurifoj porađa i konačno upoznaje Stivena, koji pije sa prijateljima iz medicinske škole i čeka obećani dolazak Baka Maligena. Pošto je u toj grupi on jedini otac, Blum je zabrinut za Minin porođaj. Počinje da razmišlja o svojoj ženi i o rođenju svoje dvoje dece. Takođe razmišlja i o gubitku svog jedinog „naslednika“ Rudija. Mladići postaju pričljivim pa čak započinju razgovor o temama kao što su plodnost, kontracepcija i abortus. Postoji sumnja da je Blumova ćerka Mili u vezi sa jednim od mladića, Banonom. Nakon Mininog uspešnog porođaja, nastavljaju da piju u pabu. Ova epizoda je Džojsova izuzetna igra reči, koja, između ostalog, rekapitulira čitavu istoriju engleskog jezika. Epizoda počinje latinskom prozom, anglosaksonskom aliteracijom i pomera se kroz parodije na različite pravce u razvoju književnosti i jezika. Veruje se da je razvoj engleskog jezika u ovoj epizodi usklađen sa devetomesečnim periodom trudnoće i boravkom fetusa u materici.

#### Epizoda 15: Kirka
Epizoda 15 je napisana kao scenario za predstavu. Radnja se često prekida halucinacijama koje Stiven i Blum doživljavaju. Stiven i Linč ulaze u dablinsku ulicu crvenih fenjera. Blum ih prati i na kraju ih pronalazi u bordelu Bele Koen, gde u društvu njenih radnica, uključujući Zoe Higins, Flori Talbot i Kiti Rikets, ima niz halucinacija u vezi svojih fetiša, fantazija i prestupa. Blum je na optuženičkoj klupi i odgovara na razne optužbe žena koje ga muče i optužuju, a među kojima su gospođa Jelverton Bari, gospođa Belingam i gospođa Mervin Talbojs. Kasnije primećuje Stivena kako daje previše novca za usluge i stara se o tome da mu se vrati novac. Stivenu se priviđa njegova majka u obliku raspadajućeg leša koji traži od njega da se pokaje. Prestrašen, Stiven pomoću svog štapa za šetnju razbija luster i potom istrčava napolje. Blum brzo plaća Beli štetu i istrčava za njim. Nalazi ga u sukobu sa engleskim vojnikom, vodnikom Karom, koji je udario Stivena, smatrajući da ovaj vređa Kralja. Policija stiže i narod se razilazi. Dok Blum pomaže Stivenu da ustane, priviđa mu se duh njegovog pokojnog sina Rudija.

### TREĆI DEO – NOSTOS

#### Epizoda 16: Eumej
Blum i Stiven odlaze u kabinu za vozače, kako bi se Stiven sabrao. Tu susreću pijanog mornara pod imenom V.B. Marfi. U epizodi dominira motiv zbunjenosti i zabune oko identiteta, gde se identiteti Bluma, Stivena i Marfija iznova dovode pod znak pitanja.

#### Epizoda 17: Itaka
Blum se vraća sa Stivenom kući, gde mu daje šolju kakaa i raspravljaju o kulturnim i jezičkim razlikama između njih, razmatraju mogućnosti o objavljivanju Stivenovih parabola, i Blum nudi Stivenu da prenoći tu. Stiven odbija Blumov predlog i nesiguran je u odgovor na Blumov predlog za buduće sastanke. Njih dvojica uriniraju u dvorištu, a potom Stivem odlazi i nestaje u noći, dok Blum odlazi u krevet kod Moli, koja spava. Ona se budi i pita ga kako mu je protekao dan. Ova epizoda je strogo napisana i organizovana matematički preciznim katekizmima od 309 pitanja i odgovora, i navodno ovo je bila Džojsova omiljena epizoda u romanu. Složeni opisi kreću se od pitanja astronomije pa sve do uriniranja, uključujući poznati spisak od 25 muškaraca koji su predstavljeni kao Molini ljubavnici (koji očigledno odgovaraju udvaračima koje su Odisej i Telemah ubili u Itaki), uključujući i Bojlana i Blumovu psihološku reakciju na Moline preljube. Dok na prvi pogled epizoda opisuje događaje koji su očigledno slučajno odabrani i iskazani naizgled preciznim matematičkim i naučnim terminima, u njoj su prisutne greške koje pravi nedefinisani pripovedač, a većinu tih grešaka je Džojs svesno upotrebio.

#### Epizoda 18: Penelopa
Poslednja epizoda se sastoji iz misli Moli Blum, koja leži u krevetu pored svog muža. Ova epizoda se sastoji od toka svesti u osam rečenica i nema znakove interpunkcije. Moli razmišlja o Bojlanu i Blumu, o svojim bivšim obožavateljima, uključujući i poručnika Stenlija G. Gardnera, o svakodnevnim dešavanjima u detinjstvu na Gibraltaru i kratkoj pevačkoj karijeri. Ona se takođe priseća lezbejske veze iz svoje mladosti, sa prijateljicom iz detinjstva po imenu Hester Stenhoup. Tok njenih misli povremeno prekida zvižduk voza ili potreba za mokrenjem. Ova epizoda se završava Molinim lepim sećanjem na Blumovi prosidbu.
„…. i onda me je pitao hoću li da da kažem da planinski cvete moj i ja sam ga najpre zagrlila i privukla ga sebi da oseti moje grudi kako su mirisne da i srce mu je tuklo kao ludo i da rekla sam hoću Da. “
Takođe, epizoda se dotiče menstruacije koju Moli u toku epizode dobija, ranije nego što bi trebalo. Moli smatra da je njen menstrualni ciklus razlog za povećani seksualni apetit i da je zbog toga imala odnos sa Bojlanom. Moli se poistovećuje sa Penelopom iz Homerovog epa, koja je bila poznata po svojoj vernosti Odiseju tokom njegovog desetogodišnjeg odsustva, iako je imala mnogo udvarača.

## Književni i kritički značaj
Knjiga ima svoje kritičare. T.S. Eliot je izjavio o Uliksu da je to knjiga koju je doživeo kao najvažniji izraz sadašnjice, knjiga kojoj smo svi dužni i od koje niko ne može da pobegne. Naglasio je da Džojs nije bio kriv što je ljudima neshvatljiv i da su buduće generacije odgovorne za svoju dušu, dok je genije odgovoran sebi jednakima, a ne gomili neobrazovanih i nedisciplinovanih dvorskih luda. 
Virdžinija Vulf je izjavila da je Uliks nezaboravna katastrofa, neizmerna u iskušenju i stravična u sopstvenom užasu. Karl Radek je nazvao Uliksa gomilom izmeta, crva koji su fotografisani kroz mikroskopsku kameru kinematografije. Šejn Lesli nazvao je Uliksa književnim boljševizmom, eksperimentalnim, nekonvencionalnim, antihrišćanskim, haotičnim i potpuno nemoralnim.
Uliks se naziva najvažnijim delom modernističke književnosti i smatra delom gde su životne kompleksnosti predstavljene kroz nejednaka jezička i stilska umeća. Stil Uliksa je najfiniji primer upotrebe toka svesti u savremenoj fikciji, s tim da autor zalazi sve dublje i dalje od bilo kojeg drugog pisca u rukovanju unutrašnjim monologom. Ovu tehniku su hvalili zbog njenog vernog predstavljanja toka svesti, osećaja, razmišljanja i promena raspoloženja.
Džojs koristi metafore, simbole, dvosmislenosti i prenaglašenosti koje se međusobno povezuju kako bi stvorile mrežu koja obuhvata ceo roman. Ovaj sistem veza daje romanu širok univerzalan značaj, iz razloga što Leopold Blum, običan čovek iz Dablina, postaje moderan Odisej. Eliot je opisao ovaj sistem kao „ mitski metod “, način kontrole, određivanja, oblikovanja, i davanja značaja ogromnoj panorami beskorisnosti i anarhije, koje predstavljaju savremenu istoriju.

## Dodatna literatura
- Arnold, Bruce. The Scandal of Ulysses: The Life and Afterlife of a Twentieth Century Masterpiece. Rev. ed. Dublin: Liffey Press, 2004. ISBN 1-904148-45-X.
- Attridge, Derek, ed. James Joyce's Ulysses: A Casebook. Oxford and New York: Oxford University Press, 2004. ISBN 978-0-19-515830-4.
- Benstock, Bernard. Critical Essays on James Joyce's Ulysses. Boston: G. K. Hall, 1989. ISBN 978-0-8161-8766-9.
- Birmingham, Kevin. The Most Dangerous Book: The Battle for James Joyce's Ulysses. London: Head of Zeus Ltd., 2014. ISBN 9781101585641
- Duffy, Enda, The Subaltern Ulysses. Minneapolis: University of Minnesota Press, 1994. ISBN 0-8166-2329-5.
- Ellmann, Richard. Ulysses on the Liffey. New York: Oxford University Press, 1972. ISBN 978-0-19-519665-8.
- French, Marilyn. The Book as World: James Joyce's Ulysses. Cambridge, MA: Harvard University Press, 1976. ISBN 978-0-674-07853-6.
- Gillespie, Michael Patrick and A. Nicholas Fargnoli, eds. Ulysses in Critical Perspective. Gainesville: University Press of Florida, 2006 . ISBN 978-0-8130-2932-0.
- Goldberg, Samuel Louis. The Classical Temper: A Study of James Joyce's Ulysses. New York: Barnes and Noble, 1961 and 1969.
- Henke, Suzette. Joyce's Moraculous Sindbook: A Study of Ulysses. Columbus: Ohio State University Press, 1978. ISBN 978-0-8142-0275-3.
- Kiberd, Declan. Ulysses and Us: the art of everyday living. London: Faber and Faber, 2009 ISBN 978-0-571-24254-2
- Killeen, Terence. Ulysses Unbound: A Reader's Companion to James Joyce's Ulysses. Bray, County Wicklow, Ireland: Wordwell, 2004. ISBN 978-1-869857-72-1.
- McCarthy, Patrick A. Ulysses: Portals of Discovery. Boston: Twayne Publishers, 1990. ISBN 0-8057-7976-0.
- McKenna, Bernard. James Joyce's Ulysses: A Reference Guide. Westport, CT: Greenwood Press, 2002. ISBN 978-0-313-31625-8.
- Murphy, Niall. A Bloomsday Postcard. Dublin: Lilliput Press, 2004. ISBN 978-1-84351-050-5.
- Norris, Margot. A Companion to James Joyce's Ulysses: Biographical and Historical Contexts, Critical History, and Essays From Five Contemporary Critical Perspectives. Boston: Bedford Books, 1998. ISBN 978-0-312-21067-0.
- Norris, Margot. Virgin and Veteran Readings of Ulysses. New York: Palgrave Macmillan, 2011. ISBN 9780230338715.
- Rickard, John S. Joyce's Book of Memory: The Mnemotechnic of Ulysses. Durham: Duke University Press, 1999. ISBN 978-0822321583.
- Schutte, William M. James Index of Recurrent Elements in James Joyce's Ulysses. Carbondale: Southern Illinois University Press, 1982. ISBN 978-0-8093-1067-8.
- Vanderham, Paul. James Joyce and Censorship: The Trials of Ulysses. New York: New York University Press, 1997. ISBN 978-0-8147-8790-8.
- Weldon, Thornton. Allusions in Ulysses: An Annotated List. Chapel Hill: University of North Carolina Press, 1968 and 1973. ISBN 978-0-8078-4089-4.

## Spoljašnje veze
- Ulysses at Project Gutenberg
- Ulysses Архивирано на веб-сајту  (29. април 2017) at the British Library
- „Ulysses”. online audiobook.
- Ulysses public domain audiobook at LibriVox
- The Little Review at The Modernist Journals Project includes all 23 serialised instalments of Ulysses
- Schemata of Ulysses
- The text of Joseph Collins's 1922 New York Times review of Ulysses
- Publication history of Ulysses